# كيو كولمان
كيو كولمان (بالإنجليزية: Keo Coleman)‏ هو لاعب كرة قدم أمريكية أمريكي، ولد في 1 مايو 1970 في لوس أنجلوس في الولايات المتحدة.